# Versions of the truth
Versions of the truth is het dertiende studioalbum van The Pineapple Thief. 
De band begon met opnamen vrijwel direct nadat hun vorige album Dissolution was uitgebracht. De band trok er anderhalf jaar voor uit. Van 1 oktober 2018 tot 4 mei 2020 werden opnamen gemaakt in Bourne Place te Londen en Soort Studios te Yeovil. De titel van het album en de titeltrack verwijzen naar de houding van politici, die er niet voor schuwen leugens te verkopen als waarheid ("It’s not how I remember it”). Met name Brexit zat Soord toen (oktober 2018) dwars. Om het album niet te pessimistisch te laten worden, schakelde songwriter Soord Harrison in.  
Het album werd gestoken in een hoes met werk van Michael Schoenholtz (In memory), die tijdens het opnameproces overleed. 

## Musici
Het album ontbeert credits van de musici, maar TPT is dan al jaren stabiel in samenstelling:
- Bruce Soord – zang, gitaar
- Jon Sykes – basgitaar, achtergrondzang
- Steve Kitch – toetsinstrumenten
- Gavin Harrison – drumstel en percussie, waaronder marimba.

## Muziek
| Nr. | Titel                                   | Duur |
| --- | --------------------------------------- | ---- |
| 1.  | Versions of the truth (Soord, Harrison) | 5:40 |
| 2.  | Break it all (Soord, Harrison)          | 4:23 |
| 3.  | Demons (Soord, Harrison)                | 4:33 |
| 4.  | Driving like maniacs (Soord, Harrison)  | 3:30 |
| 5.  | Leave me be (Soord, Harrison)           | 4;14 |
| 6.  | Too many voices (Soord, Harrison)       | 3:17 |
| 7.  | Our mire (Soord, Harrison)              | 7;27 |
| 8.  | Out of line (Soord, Harrison)           | 4:00 |
| 9.  | Stop making sense (Soord, Harrison)     | 3:20 |
| 10. | The game (Soord, Harrison)              | 4:46 |

## Nasleep
De reacties waren wisselend; sommigen vonden het een van hun betere albums, anderen vonden het juist minder. Net als de vorige drie albums wist ook Versions of the truth de Britse albumlijst te halen, opnieuw voor één week, dit keer op 46. Dit maal werden ook noteringen gehaald in Zwitserland (2 weken, plaats 38), Duitsland (1 week 22) en Frankrijk (1 week 196). De band kon vanwege de coronapandemie niet gaan toeren, Soord gaf daarop een aantal privéconcerten vanuit zijn huis. 